# 香港瑞典商會
香港瑞典商會（英語：The Swedish Chamber of Commerce in Hong Kong，簡稱SwedCham HK）成立於1986年，是香港一個為瑞典或與瑞典有關連的公司和個人的商業組織，擁有約170個不同行業的機構會員。2011年是香港瑞典商會成立25週年會慶。

## 歷任主席
- 奧德比爾（Kristian Odebjer）[1]

## 外部連結
- 香港瑞典商會官方網頁 （页面存档备份，存于）

1. ↑  [港23條草案審議 經濟學家：越來越不知紅線在哪 https://tw.news.yahoo.com/%E6%B8%AF23%E6%A2%9D%E8%8D%89%E6%A1%88%E5%AF%A9%E8%AD%B0-%E7%B6%93%E6%BF%9F%E5%AD%B8%E5%AE%B6-%E8%B6%8A%E4%BE%86%E8%B6%8A%E4%B8%8D%E7%9F%A5%E7%B4%85%E7%B7%9A%E5%9C%A8%E5%93%AA-101752947.html （页面存档备份，存于）]